# Sângeru
Sângeru è un comune della Romania di 5 507 abitanti, ubicato nel distretto di Prahova, nella regione storica della Muntenia.
Il comune è formato dall'unione di 6 villaggi: Butuci, Mireșu Mare, Mireșu Mic, Piatra Mică, Sângeru, Tisa.